# Peter Leone
Peter Leone, född den 1 augusti 1960, är en amerikansk ryttare.
Han tog OS-silver i lagtävlingen i hoppning i samband med de olympiska ridsporttävlingarna 1996 i Atlanta.